# Mamoa de Batateiro
La Mamoa de Batateiro est un dolmen situé dans la freguesia de Lamas de Mouro, sur le territoire de la municipalité de Melgaço (district de Viana do Castelo, Portugal),. 
Le mot mamoa (pt) est utilisé dans le nord-ouest de la péninsule Ibérique pour désigner les tumulus funéraires caractéristiques du Néolithique.

## Description
Ce monument mégalithique bien conservé, datant de près de 5 000 ans, est situé à proximité du Parc national de Peneda-Gerês.
La Mamoa do Batateiro est un dolmen bien conservé dans un monticule de terre (tumulus) dans les forêts de la Serra da Penada. La chambre funéraire est composée de sept orthostates de soutien et d'une dalle de couronnement plate et ovale de 3,23 × 1,98 m. Des traces de gravure rupestre sont visibles sur l'intérieur de la dalle de tête. Le couloir d'entrée n'a pas été conservé.
La Mamoa do Batateiro est située à quelques kilomètres du plateau de Castro Laboreiro, où se trouve une nécropole mégalithique avec une centaine de monuments préhistoriques.

## Galerie

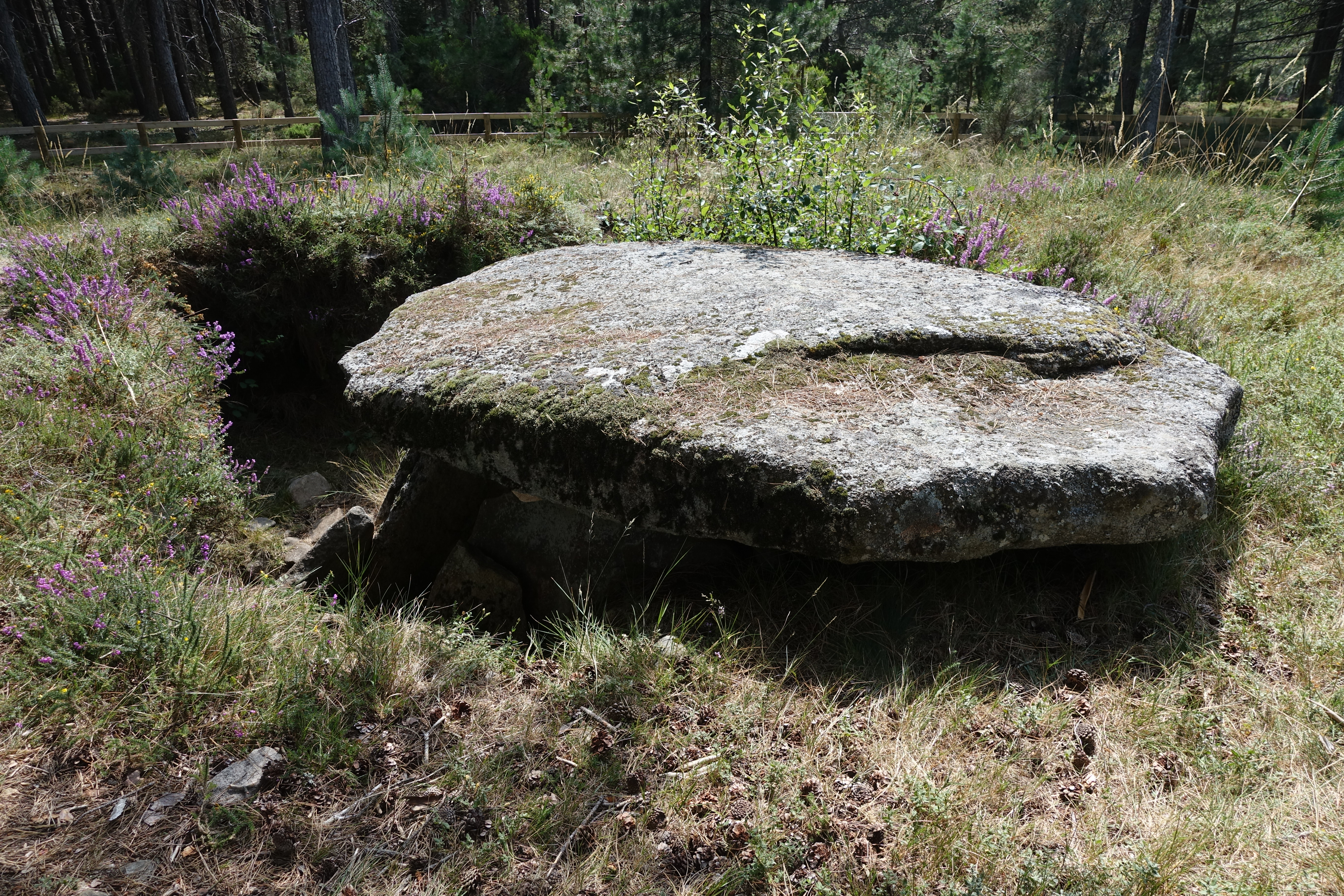
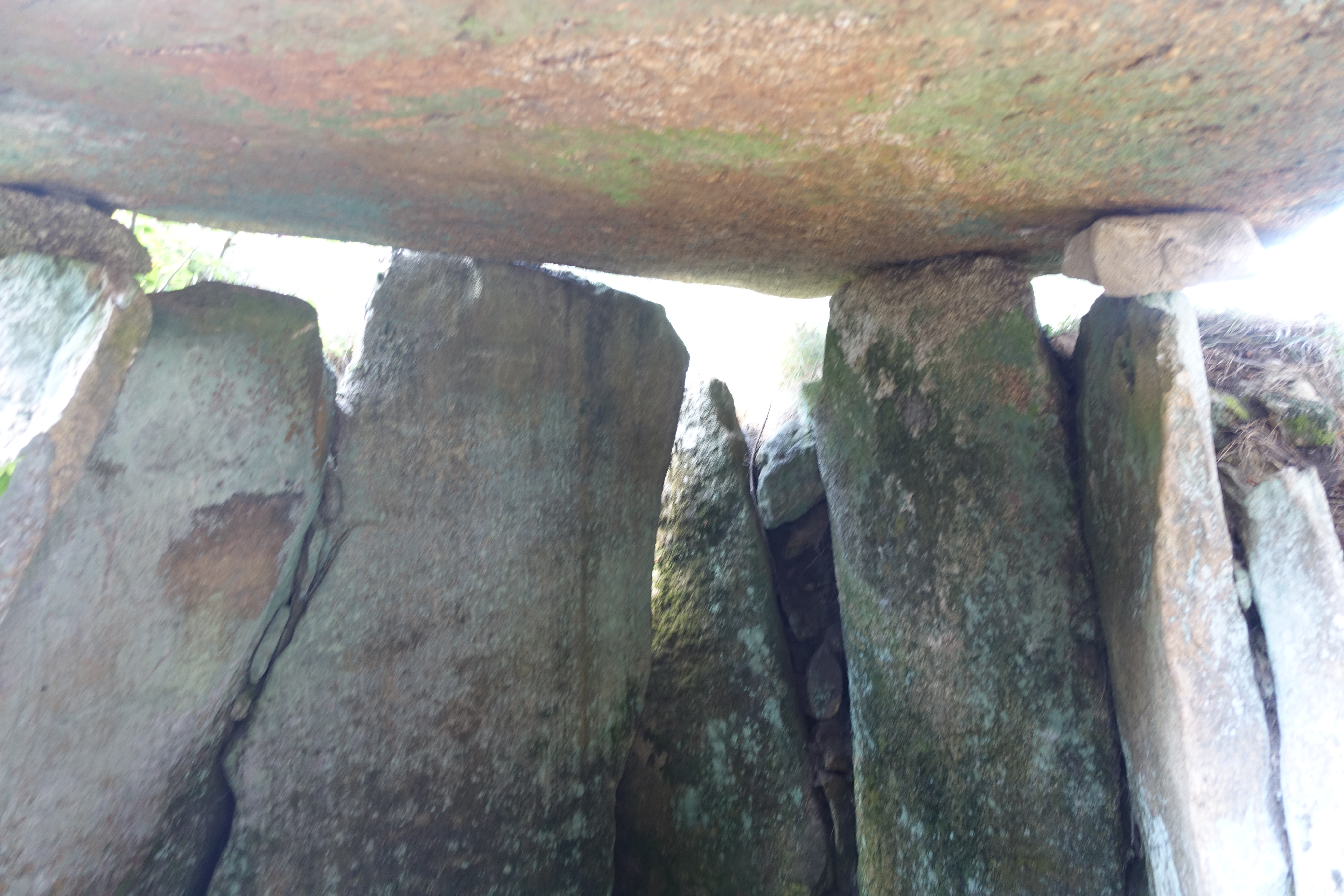